# Projekt „Szukaj”
Projekt „Szukaj” (ukr. Проєкт «Шукай») to historia Kijowa w minirzeźbach z brązu o wielkości 15–20 cm.
Pomysłodawczynią projektu jest przewodniczka turystyczna Julija Bewzenko, turystyczny ambasador Kijowa.
Projekt powstał po to, aby mieszkańcy i turyści mogli poznać miasto bez przewodnika i samodzielnie poznać część historii stolicy Ukrainy. Każda rzeźba zawiera kod QR, który po zeskanowaniu otwiera link do strony internetowej zawierającej szczegółowe informacje na temat historii rzeźby.
Według stanu na marzec 2025 roku zainstalowano 47 minirzeźb.
| Numer | Nazwa                                   | Link do zdjęcia | Uczestnicy projektu | Współrzędne                                   | Lokalizacja | Legenda                                                                          | Odkrycie            |
| ----- | --------------------------------------- | --------------- | --- | --------------------------------------------- | --- | -------------------------------------------------------------------------------- | ------------------- |
| 1     | Kotlet de vollaille po kijowsku         |                 | Rzeźbiarz – Serhij Galenko Partner rzeźby – Dmytro Wołodymyrowycz Borysow                                                                            | 50°25′50″N 30°31′32″E/50,430556 30,525556     | ul. Chreszczatyk, 15/4, w pobliżu restauracji «Chicken Kyiv».                                                              | Dotknij a zawsze będziesz najedzony.                                             | styczeń 2018        |
| 2     | Kasztan kijowski                        |                 | Rzeźbiarz – Marko Galenko Partner rzeźby – Anton Taranenko, dyrektor Departamentu Turystyki i Promocji Kijowskiej Miejskiej Administracji Państwowej | 50°26′46,3″N 30°31′15,5″E/50,446194 30,520972 | ul. Chreszczatyk, 36, budynek Państwowa Administracja Miasta Kijowa                                                        | Dotknij a wiosną będzie ciepło                                                   | luty 2018           |
| 3     | Tort kijowski                           |                 | Rzeźbiarka – Darija Wowk, partner rzeźby – Fabryka Roshen                                                                                            | 50°24′25,5″N 30°31′15,6″E/50,407083 30,521000 | Aleja Nauki 1, na ścianie fabryki „Roshen”.                                                                                | Dotknij a będziesz szczupły                                                      | marzec 2018         |
| 4     | Suszone konfitury                       |                 | Rzeźbiarz – Marko Galenko, partner rzeźby – Dream House Hostel                                                                                       | 50°27′43,9″N 30°31′00,0″E/50,462194 30,516667 | Andrijwski Uzwiz 2d, w pobliżu Druzi cafe i Dream Hostel                                                                   | Dotknij a zimą nie będziesz chorować                                             | kwiecień 2018       |
| 5     | Wózek motorowy                          |                 | Rzeźbiarz – Marko Galenko, partner rzeźby – AVIS | 50°26′50″N 30°31′32″E/50,447222 30,525556     | ul. Chreszczatyk, 15/4, Pasaż Kijowski                                                                                     | Dotknij to zaświeci się zielone światło                                          | maj 2018            |
| 6     | Tramwaj w Kijowie                       |                 | Rzeźbiarka – Daryna Wowk, partner rzeźby – Centrum Handlowe „Gulliver”                                                                               | 50°26′19″N 30°31′22″E/50,438611 30,522778     | Plac Sportowy 1, wejście do centrum handlowego „Gulliver”.                                                                 | Dotknij a będziesz mógł jeździć komunikacją miejską                              | maj 2018 r.         |
| 7     | Cegła                                   |                 | Rzeźbiarz – Serhij Galenko Partner rzeźby – Ukraińska Państwowa Korporacja Budowlana „Ukrbud”                                                        | 50°27′30,3″N 30°30′37,1″E/50,458417 30,510306 | ul. Degtiarna 6, | Potrzyj – zbudujesz nowy dom                                                     | czerwiec 2018 r.    |
| 8     | Fontanna w Kijowie                      |                 | Rzeźbiarz – Serhij Galenko, partner rzeźby – Kawiarnia „Trochę więcej”                                                                               | 50°26′56,8″N 30°30′50,5″E/50,449111 30,514028 | ul. Wołodymyrska 40/2, na ścianie kawiarni „Trochę więcej”                                                                 | Wrzuć monetę, a jeszcze wrócisz do Kijowa                                        | lipiec 2018 r.      |
| 9     | Słoń                                    |                 | Rzeźbiarz – Marko Galenko, Partner rzeźby – Aukcja dla kolekcjonerów Violity                                                                         | 50°27′03,8″N 30°31′21,7″E/50,451056 30,522694 | Majdan Nezależnosti 1, Centrum Handlowe „GLOBUS” 1, wejście od Bramy Lacką, w szklanej kopule                              | Potrzyj a powspominasz dzieciństwo                                               | wrzesień 2018 r.    |
| 10    | Gramofon                                |                 | Rzeźbiarka – Daryna Wowk, partner rzeźby – Starokijowska restauracja „Pierwak”                                                                       | 50°26′22″N 30°31′09″E/50,439444 30,519167     | ul. Rognidinska 2, restauracja „Pierwak”                                                                                   | Włącz a usłyszysz hymn Kijowa                                                    | październik 2018 r. |
| 11    | Scytyjski pektorał                      |                 | Rzeźbiarz – Jurij Biliawśkyj, partner rzeźby – Dom jubilerski „OBERIG”                                                                               | 50°26′50″N 30°31′32″E/50,447222 30,525556     | ul. Chreszczatyk 15/4, ściana Pasażu Kijowskiego (w pobliżu ulicy Marii Zankowieckiej)                                     | Dotknij historii                                                                 | listopad 2018 r.    |
| 12    | Fontanna Samsona                        |                 | Rzeźbiarka – Daryna Wowk, partner rzeźby – Astarta organic business center                                                                           | 50°28′18,6″N 30°31′07,9″E/50,471833 30,518861 | ul. Jarosławska 58, astarta organic business center                                                                        | Potrzyj a staniesz się silniejszy niż lew                                        | grudzień 2018 r.    |
| 13    | Komputer MESM                           |                 | Rzeźbiarka- Daryna Wowk, partner rzeźby – ASUS | 50°27′08″N 30°30′28″E/50,452222 30,507778     | ul. Wał Jarosławski 23, ściana restauracji „Chang”                                                                         | Kliknij a będziesz miał dobry zasięg internetu                                   | marzec 2019 r.      |
| 14    | Złota Brama                             |                 | Rzeźbiarz – Marko Galenko, partner rzeźby – Interkassa                                                                                               | 20°27′07″N 30°30′39″E/20,451944 30,510833     | ul. Wał Jarosławski 21/20a, ściana kawiarni „Boulangerie”.                                                                 | Dotknij a wszystkie drzwi otworzą się przed tobą                                 | kwiecień 2019 r.    |
| 15    | Kyryło Kożumiak                         |                 | Rzeźbiarz – Marko Galenko, partner rzeźby – Klub zdrowych przyjemności „5 Żywiołów”                                                                  | 50°28′42,8″N 30°32′00,5″E/50,478556 30,533472 | ul. Elektryków 29a, w pobliżu klubu sportowego „5 żywiołów”                                                                | Potrzyj, a okiełznasz swoje moce                                                 | maj 2019 r.         |
| 16    | Złoty but Serża Lifara                  |                 | Rzeźbiarz – Jurij Bilawśkyj, partner rzeźby – Premier Palace Hotel Kijów                                                                             | 50°26′32,9″N 30°31′01,9″E/50,442472 30,517194 | Bulwar Tarasa Szewczenki 5-7/29, na ścianie hotelu Premier Palace w Kijowie                                                | Dotknij a osiągniesz niesamowitą wysokość                                        | maj 2019 r.         |
| 17    | Kawa                                    |                 | Rzeźbiarka – Olga Kolesnyk, partner rzeźby – Kawiarnia i bar City-Zen                                                                                | 50°27′20″N 30°30′45″E/50,455556 30,512500     | ul. Wielka Żytomierska 20, na kolumnie obok City-Zen cafe&bar                                                              | Pogłaszcz, a żwawość przyjdzie                                                   | czerwiec 2019 r.    |
| 18    | Helikopter Igora Sikorskiego            |                 | Rzeźbiarz – Jurij Bilawśkyj, partner rzeźby – Instytut Wertebrologii i Rehabilitacji                                                                 | 50°27′05″N 30°30′34″E/50,451389 30,509444     | ul. Wał Jarosławski 22, w pobliżu hotelu Radisson Blue                                                                     | Potrzyj a marzenie się ziści                                                     | czerwiec 2019 r.    |
| 19    | Szachy                                  |                 | Rzeźbiarka – Olga Kolesnyk, partnerka rzeźby – Olga Fedina – założycielka wydawnictwa gier planszowych                                               | 50°26′26″N 30°30′43″E/50,440556 30,511944     | Park Tarasa Szewczenki, w altanie na boisku szachowym w pobliżu fontanny                                                   | Potrzyj, a wykonasz ruch skoczkiem                                               | lipiec 2019 r.      |
| 20    | Tor kolarski w Kijowie                  |                 | Rzeźbiarz – Jurij Bilawśkyj, partner rzeźby – STANLEY PMI                                                                                            | 50°26′56,8″N 30°30′19,7″E/50,449111 30,505472 | ul. Wiaczesława Lipińskiego 15, na kijowskim torze rowerowym                                                               | Potrzyj – nabierzesz szybkości                                                   | wrzesień 2019 r.    |
| 21    | Balkon                                  |                 | Rzeźbiarka -Olga Kolesnyk, partnerzy rzeźby – Rodzina Tadaj, Agromat, Hallway                                                                        | 50°26′06,6″N 30°31′05,3″E/50,435167 30,518139 | ul. Szota Rustaweli 44 | Potrzyj a nadejdzie porządek                                                     | wrzesień 2019 r.    |
| 22    | Most łańcuchowy                         |                 | Rzeźbiarka – Olga Kolesnyk, partner rzeźby – Centrum biznesowe IQ                                                                                    | 50°25′17,0″N 30°33′11,5″E/50,421389 30,553194 | ul. Bolsunowska 13-15, centrum biznesowe „IQ”                                                                              | Potrzyj – wybierz swój brzeg                                                     | październik 2019 r. |
| 23    | List Kijowski                           |                 | Rzeźbiarz – Jurij Bilawśkyj, partner rzeźby – Grupa Terra.                                                                                           | 50°26′19,9″N 30°31′13,0″E/50,438861 30,520278 | ul. Szota Rustawelego 13, mur Synagogi Brodskiego                                                                          | Dotknij, a będziesz zbawiony                                                     | listopad 2019 r.    |
| 24    | Zegarek Pierre’a Brulliona              |                 | Rzeźbiarz – Jurij Bilawśkyj, partner rzeźby – Avanto                                                                                                 | 50°27′48,9″N 30°31′15,7″E/50,463583 30,521028 | ul. Bracka, 17-19, w hotelu „Radisson Blu Hotel”                                                                           | Potrzyj, a nigdy nie zabraknie Ci czasu                                          | grudzień 2019 r.    |
| 25    | Przedsiębiorstwo „Natychmiastowa pomoc” |                 | Rzeźbiarz – Jurij Bilawśkyj, sponsor Revenuegrid Invisible                                                                                           | 50°26′57,8″N 30°30′29,5″E/50,449389 30,508194 | ul. Lipińskiego 4, ściana hotelu Globe Runner                                                                              | Potrzyj aby wyrazić wdzięczność lekarzom, którzy narażają swoje życie            | lipiec 2020 r.      |
| 26    | Miniaturowy pomnik Michaiła Bułhakowa   |                 | Rzeźbiarz – Jurij Bilawśkyj, partner rzeźby – Centrum Edukacyjne „Światło”                                                                           | 50°27′27,0″N 30°30′35,5″E/50,457500 30,509861 | ul. Degtiarna 29 | Spójrz mi w oczy, a spotkasz swojego Mistrza                                     | lipiec 2020 r.      |
| 27    | Tancerze na stacji metra „Teatralna”    |                 | Rzeźbiarz – Jurij Bilawśkyj, partner rzeźby – „Fokstrot” (sieć handlowa)                                                                             | 50°26′42,0″N 30°31′31,5″E/50,445000 30,525417 | Przejście przez stację metra „Teatralna”, wejście od ul.Bohdana Chmielnickiego, 5                                          | Potrzyj mnie – zawsze będziecie parą                                             | wrzesień 2020 r.    |
| 28    | Oblicze Kijowa                          |                 | Rzeźbiarz – Jurij Bilawśkyj, Partner rzeźby – kawiarnia „Londyn”                                                                                     | 50°27′55″N 30°30′42″E/50,465278 30,511667     | ul. Wał Wierzchni 18, przy wejściu do kawiarni „London”.                                                                   | Kto mnie potrze, ocali oblicze miasta                                            | grudzień 2020 r.    |
| 29    | Serce Kijowa                            |                 | Rzeźbiarz – Jurij Bilawśkyj, partner rzeźby – Instytut Wertebrologii i Rehabilitacji                                                                 | 50°26′49″N 30°30′29″E/50,446944 30,508056     | ul. Bohdana Chmielnickiego 42; ul. Mykoły Amosowa, 6 (Narodowy Instytut Chirurgii Serca i Naczyń im. Mykoły Amosowa)       | Kliknij na mnie, a poczujesz bicie serca                                         | maj 2021 r.         |
| 30    | Palma Livingstone’a                     |                 | Rzeźbiarz – Jurij Bilawśkyj, sponsor – osoby prywatne                                                                                                | 50°26′37,6″N 30°29′59,4″E/50,443778 30,499833 | ul. Nazarowska 23, w pobliżu szklarni Ogrodu Botanicznego imienia Fomina                                                   | Pocierając mnie, rozbijesz sufit                                                 | czerwiec 2021 r.    |
| 31    | Hrywna                                  |                 | Rzeźbiarz – Jurij Bilawśkyj, partner rzeźby – Alfa-Bank Ukraina                                                                                      | 50°27′29″N 30°30′58″E/50,458056 30,516111     | ul. Włodzimierska 2, fasada Narodowego Muzeum Historii Ukrainy                                                             | Jeśli mnie potrzesz, zaoszczędzisz hrywny                                        | sierpień 2021 r.    |
| 32    | Galszka Gulewiczowna                    |                 | Rzeźbiarz – Jurij Bilawśkyj, partner rzeźby – Fundacja Zagorij                                                                                       | 50°27′50″N 30°31′15″E/50,463889 30,520833     | ul. Illińska 8, na rogu ul.Brackiej                                                                                        |                                                                                  | listopad 2021 r.    |
| 33    | Mykoła Bunge                            |                 | Rzeźbiarz – Jurij Bilawśkyj, partner rzeźby – Fundacja Zagorij                                                                                       | 50°26′34″N 30°31′58″E/50,442778 30,532778     | ul. Lipska 18/5 |                                                                                  | listopad 2021 r.    |
| 34    | Mychajło Degtiariew                     |                 | Rzeźbiarz – Jurij Bilawśkyj, partner rzeźby – Fundacja Zagorij                                                                                       | 50°27′11″N 30°31′41″E/50,453056 30,528056     | Wołodymyrski Uzwiz 2 |                                                                                  | listopad 2021 r.    |
| 35    | Dawid Margolin                          |                 | Rzeźbiarz – Jurij Bilawśkyj, partner rzeźby – Fundacja Zagorij                                                                                       | 50°26′47″N 30°31′40″E/50,446389 30,527778     | ul. Olhyńska 2/1 |                                                                                  | listopad 2021 r.    |
| 36    | Rodzina Gałaganów                       |                 | Rzeźbiarz – Jurij Bilawśkyj, partner rzeźby – Fundacja Zagorij                                                                                       | 50°26′42″N 30°30′58″E/50,445000 30,516111     | ul. Bohdana Chmielnickiego 11                                                                                              |                                                                                  | listopad 2021 r.    |
| 37    | Duch Kijowa                             |                 | Rzeźbiarka – Anna Rozdorożniuk, partner rzeźby – rodzina Bosenków                                                                                    |                                               | ul. Bohdana Chmielnickiego 56-a                                                                                            | Dotknij – zwycięstwo jest blisko                                                 | czerwiec 2022 r.    |
| 38    | Palenica                                |                 | Rzeźbiarz — Jurij Bilyavsky, Partnerem rzeźby jest międzynarodowa firma logistyczna DB Schenker.                                                     |                                               | ul. Nabereżno-Chreszczatycka 1 (ściana „Fairmont Grand Hotel Kyiv”)                                                        | Dotknij i powiedz: „Palenica”                                                    | listopad 2022       |
| 39    | Burak cukrowy                           |                 | Rzeźbiarz — Jurij Bilyavsky, Partner rzeźbiarski — Dmytro Synenko                                                                                    | 50°26′57,1″N 30°27′37,8″E/50,449194 30,460500 | Plac Muzealny, szósty budynek Narodowego Uniwersytetu Technicznego Ukrainy „Politechnika Kijowska im. Igora Sikorskiego”.  | Potrzyj mnie - wnieś swój wkład.                                                 | Kwiecień 2023       |
| 40    | Kijowska łamigłówka                     |                 | Rzeźbiarz — Jurij Bilawski, Mecenas rzeźby – Instytut Wertebrologii i Rehabilitacji                                                                  |                                               | Ulica Desiatynna, 12 na fasadzie budynku. Gdzie odbywają się „Wszyscy.Swoje”                                               | Zostaw swój odcisk palca na naszej rzeźbie, bo Kijów składa się z nas wszystkich | Maj 2023            |
| 41    | Litera Ї                                |                 | Rzeźbiarz — Jurij Bilawski, Mecenasi rzeźby – Oleg, Ewa i Solomija Ostrowscy                                                                         |                                               | Bulwar Tarasa Szewczenki, 14 w lewej kolumnie Instytut Filologii Kijowskiego Uniwersytetu Narodowego im. Tarasa Szewczenki | Potrzyj mnie - dbaj o swój język                                                 | Wrzesień 2023       |
| 42    | Bohaterowie                             |                 | Rzeźbiarz — Jurij Bilawski, Mecenas rzeźby - Wszyscy mecenasi projektu „Szukaj!”                                                                     |                                               | na dzwonnicy przy Askoldowa Mogiła, Park Road, 1.                                                                          | Zegnij kolano, oddaj hołd pamięci poległych bohaterów Ukrainy i ich wyczynom     | 29 marca 2024       |
| 43    | Olga ma miecz pod płaszczem!            |                 | Rzeźbiarz — Jurij Bilawski, Mecenas rzeźby — Dmytro Synenko                                                                                          |                                               | Akademia Dyplomatyczna Ukrainy, Plac Michajłowski, po prawej stronie wejścia głównego                                      | Dotknij miecza, zbierz odwagę.                                                   | Maj 2024            |
| 44    | Przeczytano                             |                 | Rzeźbiarz — Jurij Bilawski, Mecenasem rzeźby jest księgarnia „Sens na Chreszczatyku”                                                                 |                                               | ul. Chreszczatyk, 34, na fasadzie księgarni „Sens na Chreszczatyku”                                                        | Naciskasz przycisk - przybliżasz czytanie wiadomości                             | Sierpień 2024       |
| 45    | Perepiczka                              |                 | Rzeźbiarz — Jurij Bilawski, Patron rzeźby - Kijowska Perepiczka                                                                                      |                                               | ul. Bohdana Chmielnicki, 3, po prawej przy oknie                                                                           | Kto dotknie perepiczki, zyska długowieczność.                                    | Wrzesień 2024       |
| 46    | Powrót do domu                          |                 | Rzeźbiarz — Jurij Bilawski, Mecenas rzeźby — Wiza |                                               | Dworzec Centralny w Kijowie                                                                                                | Wracamy do domu                                                                  | 1 listopada 2024    |
| 47    | Szczedryk. Pieśń dyplomat               |                 | Rzeźbiarz — Jurij Bilawski, Mecenas rzeźby - JSC "Kredobank"                                                                                         | 50°27′25″N 30°31′18″E/50,456944 30,521667     | Fasada Ministerstwa Spraw Zagranicznych Ukrainy, Plac Michajłowski, 1                                                      | Włącz „Szczedryka” – zostań kulturalnym dyplomatą                                | 20 grudnia 2024     |